# زنبق‌های توری‌پیاز
زنبق‌های توری‌پیاز (نام علمی: Iris subg. Hermodactyloides) نام یک زیرسرده از سرده زنبق است.